# Un Día de Alabanza
A Day to Praise (en español: Un día de alabanza) (en hebreo: יום הלל) (transliterado: Yom Halel ) es una iniciativa global interreligiosa de alabanza, que fue puesta en marcha por el canciller y el fundador del Centro para el Entendimiento y la Cooperación Judeo-Cristiana (CECJC), (en inglés: Center for Jewish and Christian Understanding and Cooperation), el Rabino Shlomo Riskin, y el director ejecutivo del centro, David Nekrutman.

## Evento

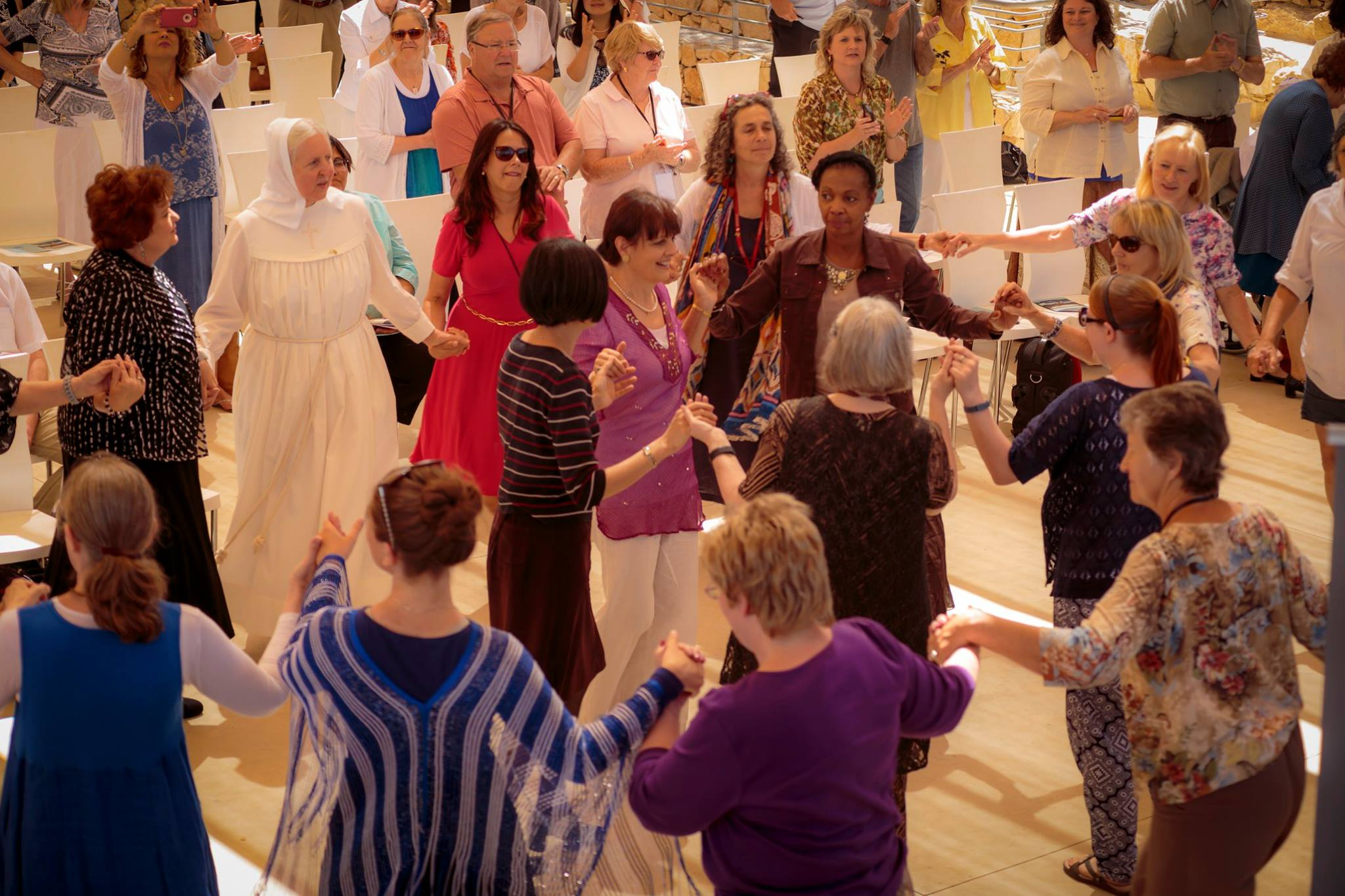
Mujeres danzando en círculo. Día de Alabanza, año 2016.

La iniciativa tiene el formato de un evento que se celebra cada año coincidiendo con el Yom Ha'atzmaut, el día de la Independencia de Israel, en el cual los cristianos del Mundo, son llamados e invitados a participar, por parte del Rabino Riskin, y a recitar los Salmos, desde el 113 hasta el 118, junto con el Pueblo judío, en una celebración para alabar a Dios, y celebrar el nacimiento del Estado de Israel.

## Salmos
La recitación del Halel consiste en leer seis salmos (del 113 al 118), los cuales son recitados como parte de una unidad, durante las ocasiones de júbilo. Entre esas ocasiones se incluyen las siguientes: los tres festivales de peregrinación anual; Pesaj, Shavuot, y Sucot, los principales días festivos mencionados en la Torá, junto con las festividades de Janucá y Rosh Jodesh (el inicio del nuevo mes). Dos años después del establecimiento del Estado de Israel en 1948, el jefe del Gran Rabinato de Israel, decidió que el día de la independencia (Yom Haatzmaut) iba a tener el estatus de una celebración menor del judaísmo, en la cual los salmos (del 113 al 118) serían recitados. La recitación de la bendición "Halel", fue introducida en 1973 por el Rabino mayor del Ejército israelí, el Rabino Shlomo Goren.

## Historia
En octubre de 2014, el Rabino Shlomo Riskin, el canciller y el fundador del CECJC, fue el primer rabino ortodoxo en invitar a visitantes cristianos en Israel, a participar en una reunión de alabanza con líderes interreligiosos, en el cuartel del centro. Durante la festividad de Sucot, la bendición "Halel" es recitada. Este evento de celebración, sirvió como base y punto de partida, para llevar a cabo una iniciativa mundial global de alabanza.

### 2015
El primer Día anual de Alabanza, tuvo en el año 2015, durante el festival de Sucot, el CECJC, junto con su fundador, el Rabino Shlomo Riskin, el rabino mayor de Efrat, organizó un evento interreligioso en Efrat en el que 200 cristianos y judíos cantaron juntos las alabanzas de Dios en unidad. Riskin dijo que el evento ayudaría a traer el inicio de la Era Mesiánica.

### 2016
El segundo Día anual de Alabanza, tuvo lugar el 12 de mayo de 2016, y el evento central se llevó a cabo en Gush Etzion, un asentamiento israelí, ubicado en el Área de Judea y Samaria, en la Cisjordania ocupada, en un lugar que anteriormente había sido el escenario de numerosos ataques terroristas. El evento consistió en la asistencia de 120 representantes de las religiones judía y cristiana. Los representantes eran de grupos procedentes de Brasil, y de diversas organizaciones interreligiosas internacionales, tales como: "Puentes para la Paz" y "Amigos Cristianos de Israel". Durante el evento, cada uno de los participantes leyó el salmo 117 en su idioma nativo, y luego leyeron el mismo salmo juntos en hebreo.

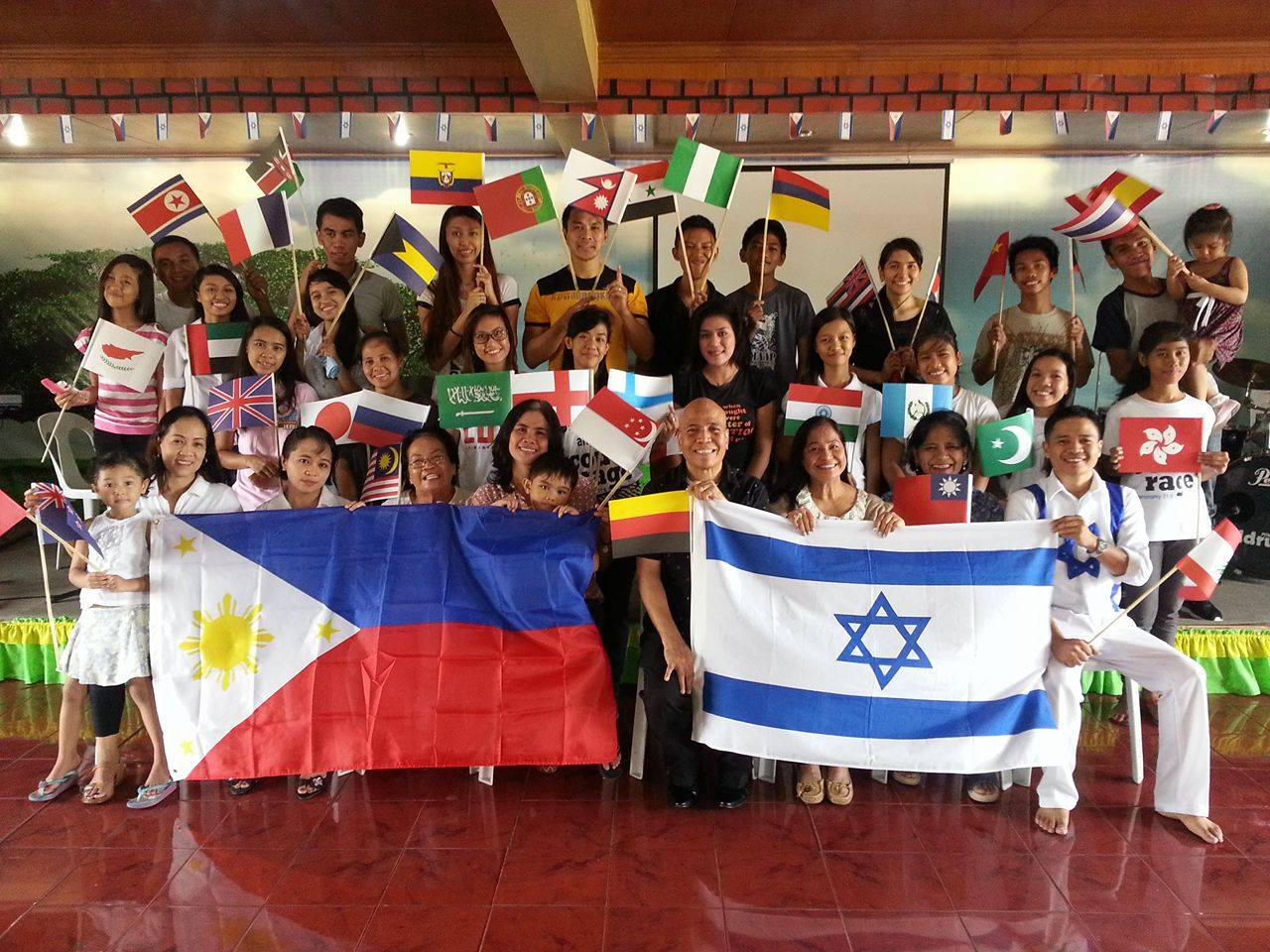
El Obispo Armando Cruzem y su congregación, con las banderas de Israel y las Islas Filipinas.
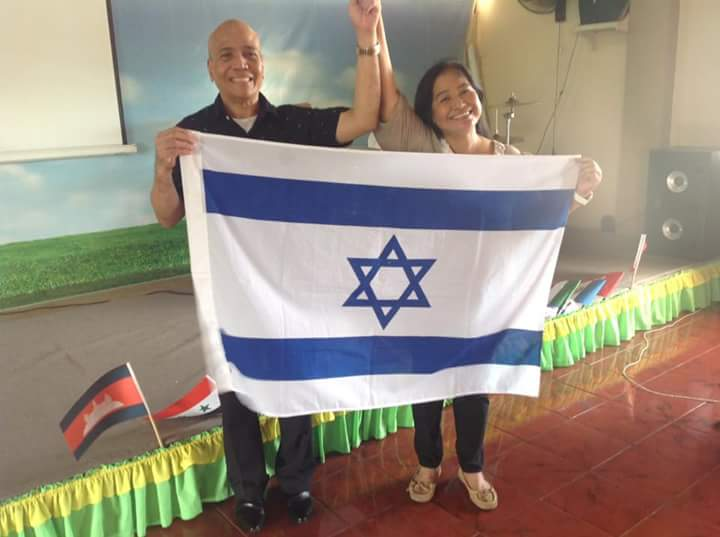
El Obispo Armando Cruzem y su esposa Joy, con la Bandera de Israel, el 12 de mayo de 2016.
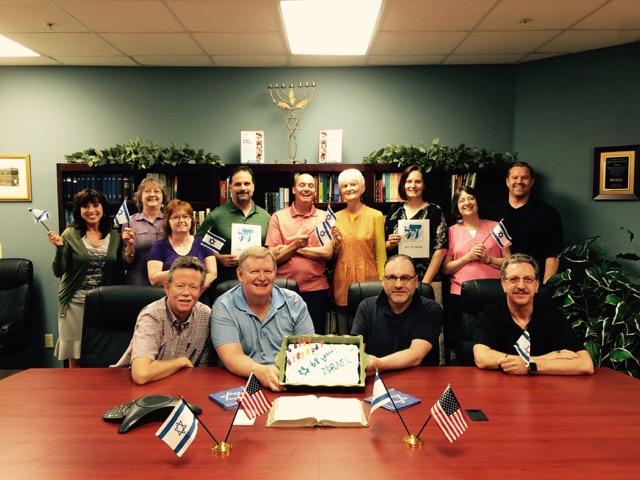
La ONG "Puentes para la Paz", en Melbourne, Florida, el 12 de Mayo de 2016.
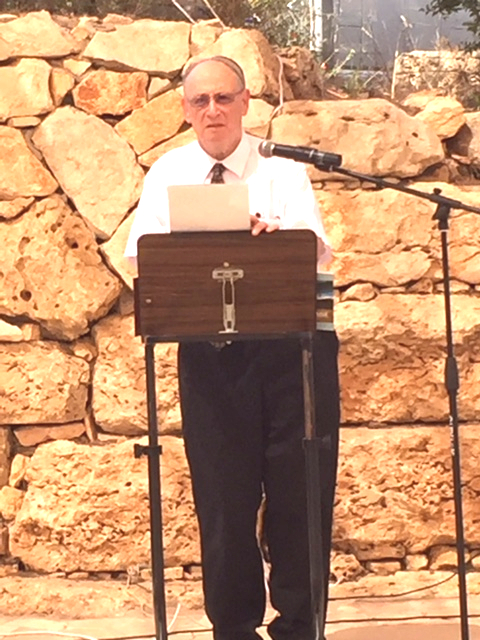
El Rabino Alan Yuter hablando durante el evento del Día de Alabanza, el 12 de mayo de 2016.
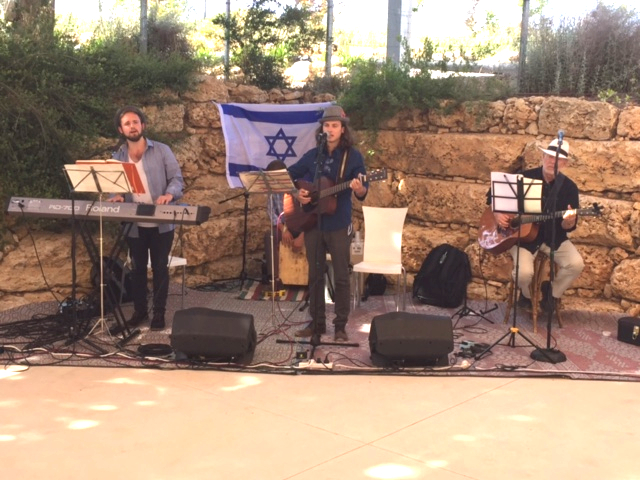
Los Hermanos Portnoy durante el evento del Día de Alabanza, el 12 de Mayo de 2016.

### 2017
El tercer Día anual de Alabanza, tuvo lugar el 2 de mayo de 2017, y el evento central se celebró en la ciudad santa de Jerusalén. Como es tradición, los asistentes al acto judíos y cristianos, recitaron los Salmos del 113 hasta el 118. Se unieron a ellos centenares de personas de todo el Mundo. El evento de ese año recordó el aniversario de la liberación y reunificación de Jerusalén. Una semana antes de empezar las celebraciones, un servicio religioso tuvo lugar en Alemania por parte de un grupo de 125 cristianos. También se informó que unos pocos días después, la sinagoga de Youngstown, ubicada en Ohio, decidió unirse a ellos para celebrar un servicio de alabanza.

### 2018

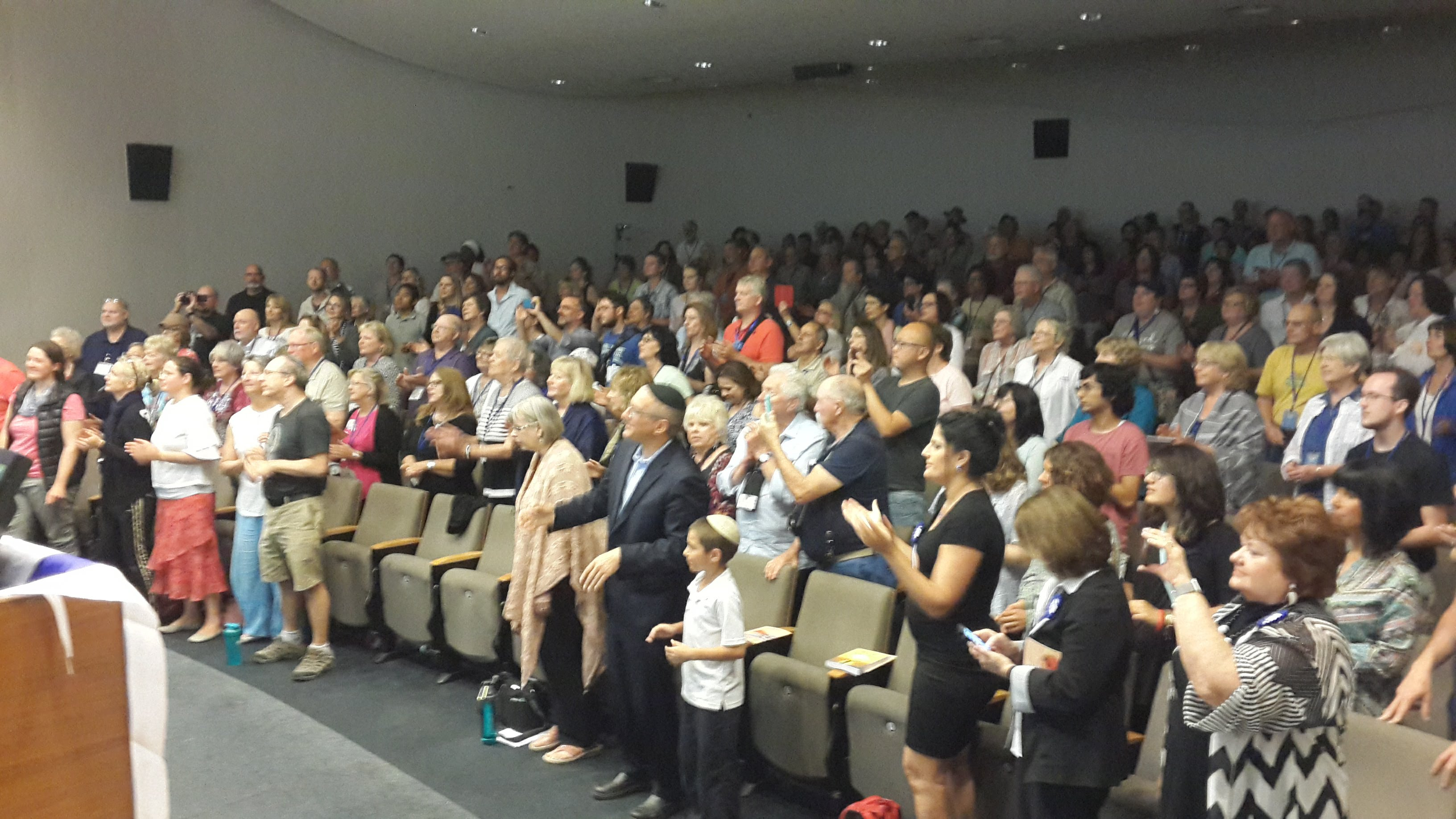
Asistentes al cuarto "Día de Alabanza" anual, celebrado durante el Día de la Independencia de Israel, el 18 de abril de 2018.

El cuarto Día anual de Alabanza tuvo lugar el 19 de abril de 2018. El acto central del evento se llevó a cabo durante la víspera del 18 de abril, y empezó con una ceremonia conmemorativa, para recordar a los soldados caídos de las Fuerzas de Defensa de Israel (las FDI). Los asistentes al acto, tanto cristianos como judíos, participaron juntos en el evento, que recordó las perdidas sufridas por las Fuerzas Armadas de Israel (el Tzahal), en las diversas guerras por la supervivencia de aquella nación. El acto terminó con la celebración del 70 aniversario de la fundación del Estado de Israel.
El acto central del evento, tuvo lugar en el Centro John Hagee para la Herencia Judía, ubicado en el Colegio Académico de Netanya, donde asistieron aproximadamente unas 350 personas, entre cristianos y judíos. Como en cada evento del Día de Alabanza, los participantes recitaron los Salmos. El director adjunto del CECJC, el Rabino Pesach Wolicki, declaró que las personas cristianas que alaban a Dios y que rezan por la Tierra de Israel son esenciales, y que sin ellas las profecías sobre la Gueulá, la futura redención mesiánica del Pueblo de Israel (en hebreo: עם ישראל) no serían realizadas.